# Gustavo Bianchi
Gustavo Bianchi (Ferrara, 21 d'agost de 1845 – Dankàlia, 7 d'octubre de 1884) va ser un explorador italià que es feu famós arran d'expedicions a Etiòpia.